# Cizrnová mouka

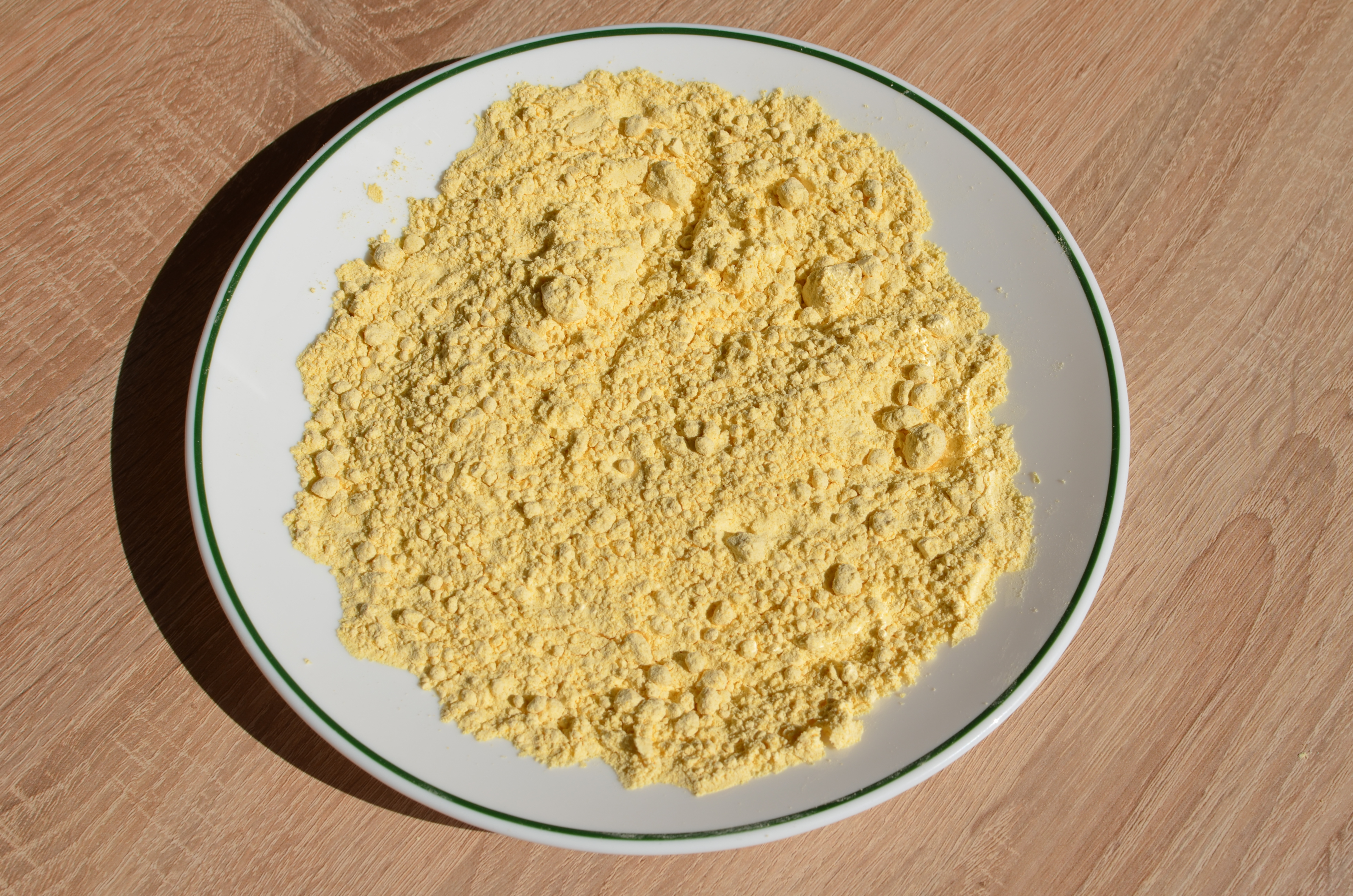
Cizrnová mouka

Cizrnová mouka nebo také besan je luštěninová mouka vyrobená z cizrny. Besan se vyrábí z loupané mleté hnědé cizrny (v Indii známá jako kala chana). Barvu má světle žlutou se strukturou podobající se pšeničné hladké mouce. Cizrnovou mouku si lze pomocí mixéru vyrobit i v domácích podmínkách. Cizrnová mouka je základní ingrediencí v kuchyních Indického subkontinentu, včetně indické, bangladéšské, myanmarské, nepálské, pákistánské, srílanské a také karibské kuchyně.

## Nutriční složení
Cizrnová mouka obsahuje vysoký podíl sacharidů a ve srovnání s jinými moukami má vyšší obsah vlákniny a je přirozeně bezlepková. Obsahuje také vyšší podíl bílkovin než jiné mouky.
Složení cizrny, ze které se cizrnová mouka vyrábí, se přirozeně liší v závislosti na odrůdě, podmínkách prostředí, jako je půda a podnebí, a také na pěstitelských technikách, včetně hnojení a ochrany rostlin.
| Základní složení | Základní složení | Minerály     | Minerály | Vitamíny                   | Vitamíny | Aminokyseliny    | Aminokyseliny |
| ---------------- | ---------------- | ------------ | -------- | -------------------------- | -------- | ---------------- | ------------- |
| Voda (g)         | 9,3              | Sodík (mg)   | 25       | Vitamín A (µg)             | 30       | Arginin (mg)     | 1480          |
| Bílkoviny (g)    | 19,0             | Draslík (mg) | 755      | Vitamín B1 (µg)            | 510      | Histidin (mg)    | 2530          |
| Tuky (g)         | 5,9              | Hořčík (mg)  | 125      | Vitamín B2 (µg)            | 135      | Isoleucin (mg)   | 1140          |
| Sacharidy (g)    | 44,3             | Vápník (mg)  | 125      | Niacin (µg)                | 1600     | Leucin (mg)      | 1460          |
| Vláknina (g)     | 15,5             | Mangan (mg)  | 2,7      | Kyselina pantothenová (µg) | 1300     | Lysin (mg)       | 1370          |
|                  |                  | Železo (mg)  | 6,1      | Vitamín B6 (µg)            | 550      | Methionin (mg)   | 260           |
|                  |                  | Měď (mg)     | 0,5      | Vitamín E (µg)             | 1400     | Fenylalanin (mg) | 960           |
|                  |                  | Zinek (mg)   | 2,4      | Vitamín C (µg)             | 5000     | Threonin (mg)    | 700           |
|                  |                  | Fosfor (mg)  | 330      | Kyselina listová (µg)      | 340      | Tryptofan (mg)   | 160           |
|                  |                  | Selen (mg)   | 0,009    |                            |          | Tyrosin (mg)     | 660           |
|                  |                  |              |          |                            |          | Valin (mg)       | 980           |

## Pokrmy obsahující cizrnovou mouku

### Indický subkontinent.
Na Indickém subkontinentu je cizrnová mouka oblíbenou surovinou. Mezi pokrmy, ve kterých se používá cizrnová mouka, patří sev, bhaji, bikaneri bhujia, bonda, boondi, besan chakki, chakli, dhokla, khaman, kadhi, jhunka, laddu, soan papdi, mysore pak, pakora, papadam a patrode. V Ándhrapradéši se používá v kari s plackami z cizrnové mouky zvanými senaga pindi kura a jí se s čapatí nebo puri, a to většinou v zimě k snídani. Chila (nebo chilla), palačinka z cizrnové mouky, je v Indii oblíbeným pouličním jídlem.

### Jihovýchodní a východní Asie
Cizrnová mouka, která se v barmštině nazývá pe hmont (ပဲမှုန့်), se běžně používá v myanmarské kuchyni. Pražená cizrnová mouka se běžně přidává do barmských salátů a také je hlavní složkou barmského tofu. Pražená cizrnová mouka se také používá k zahuštění několika druhů nudlové polévky, včetně mohinga a ohn no khao swè.

### Jižní Evropa
Podél pobřeží Ligurského moře se cizrnová mouka (z jiné odrůdy než je odrůda, ze které se vyrábí besan) používá k výrobě tenkých palačinek, které se pečou v troubě. Toto oblíbené pouliční jídlo se v italské kuchyni nazývá farinata, v Janově fainâ, v Carraře calda a ve francouzské kuchyni jsou známé jako socca nebo cade. V sicilské kuchyni se z ní vyrábí smažené placky zvané panella, a ve francouzské kuchyni panisses. Ve španělské kuchyni se cizrnová mouka používá při výrobě tortillitas de camarones. Na Kypru a v Řecku se cizrnová mouka používá do pokrmu zvaného koliva, který je součástí pohřebního rituálního jídla. Tomuto jídlu se žehná a konzumuje se během panychidy. Ve městě Antakya v Turecku se používá k přípravě hummusu.

### Severní Afrika
V Alžírsku a východním Maroku se připravuje pokrm zvaný karantika, ve kterém se používá nepražená cizrnová mouka, která se polije rozšlehaným vejcem a zapeče v troubě. Tomuto pokrmu se také říká garantita nebo karantita (pochází ze španělského výrazu calentica, který znamená horký).